# STARTO ENTERTAINMENT
株式会社STARTO ENTERTAINMENT（スタートエンターテイメント、英: STARTO ENTERTAINMENT, Inc.）は、東京都港区六本木に所在する日本の芸能プロダクション。略称は「スタエン」。

## 概要
1962年創業のジャニーズ事務所の流れを汲み、同事務所に所属していたタレントのマネジメントおよび育成業務を行う。同事務所創立者であるジャニー喜多川の性加害問題の表面化を受け、2023年10月17日に新設された。
社名の「STARTO」は「“STAR”＋“と”」の造語である。今いる「スター」たち・将来のスターたち「と」ともに、未来へ向かって新たな伝説を「スタート」するという意味が込められている。

## 沿革
- 2023年
  - 10月17日 - エージェント準備株式会社を東京都港区赤坂7丁目10番20号に設立[4][9]。
  - 12月8日 - 株式会社STARTO ENTERTAINMENTの商号が決定、社名を変更。代表取締役CEOに福田淳、取締役COOに井ノ原快彦（20th Century）が就任[7][注 2]。
- 2024年
  - 未明 - 井ノ原快彦が取締役COOから取締役CMOに役職変更[12]。
  - 4月10日 - 全面稼働開始[13][14]。SMILE-UP.から4月1日付で入社した従業員185名とタレント28組295名での船出となった[15][16]。
  - 4月12日 - TOKIOおよびメンバー個人が所属する株式会社TOKIOがエージェント契約を締結した[17]。
  - 4月19日 - 嵐がグループエージェント契約を締結[18]。
  - 4月29日 - 関西発、新ユニットプロジェクトとしてSUPER EIGHT・WEST.・なにわ男子の3組からなる『KAMIGATA BOYZ』が結成された[19][注 3]。
  - 5月15日 - Aぇ! groupがSTARTO ENTERTAINMENT始動後初のCDデビュー[21]。
  - 5月23日 - King & Princeがグループエージェント契約を締結[22]。
  - 7月11日 - 公式Xを開設[23]。
  - 7月29日 - 「×××××.POP UP STORE」が名称変更し、公式ショップ「ファミクラストア」がオープン[24][25]。
  - 8月23日 - 公式サイト内に契約タレントに対する権利侵害に関する通報窓口を設置[26]。
  - 9月5日 - コンサートや舞台の多くを主催する株式会社ヤング・コミュニケーションとともに、チケットを高額転売目的で出品する人物について発信者情報開示請求をしたことを発表し、不正転売行為の撲滅に向けての姿勢を示す[27][注 4]。その後、開示された人物に対しては順次、ファンクラブの退会措置を実施していくと発表[29]。
- 2025年
  - 2月15日 - STARTO ENTERTAINMENTが運営するオーディション企画[30]『timelesz project -AUDITION-』の最終審査結果が発表され、すでにSTARTO所属タレントとして活動していた寺西拓人・原嘉孝の他、橋本将生・猪俣周杜・篠塚大輝の5人がtimeleszへ加入し、8人体制での活動をスタートする[31]。
  - 2月16日 - ジュニア内グループであるHiHi Jets・美 少年・7 MEN 侍を解体。同3組のメンバーと少年忍者の一部メンバーにて新グループ、ACEes・KEY TO LIT・B&ZAIを結成[32]。
  - 4月26日 -  大倉忠義が社長を務めるJ-pop Legacyと業務委託契約を締結したことを発表。同年5月より、STARTO ENTERTAINMENTが担っていたジュニアの育成・発掘、対象アーティストのプロデュース業務を委託し、事業運営体制の強化を図る[33]。
  - 6月23日 - チケット公式リセールサービス「RELIEF Ticket」がオープン。運営はぴあが担当する[34]。
  - 6月27日 - 元テレビ西日本社長の鈴木克明が新社長に就任[35]。同日付で代表取締役CEOの福田淳が退任、取締役CMOの井ノ原快彦と取締役辰喜一宏も退任した[36]。井ノ原は芸能活動に専念する[37]。
  - 7月22日 - KinKi KidsがDOMOTOに改名、契約形態をグループエージェント契約に変更[38]。
  - 7月28日 - 主に俳優・タレントとして活動しているアーティストを応援するための複合型ファンクラブ「FamiMall」（ファミモール）の発足を発表（新規入会受付は8月5日の正午より）。発足時の対象アーティストは、内海光司、佐藤アツヒロ、内博貴、長谷川純、岡本圭人、ふぉ〜ゆ〜、林翔太、室龍太、高田翔、今江大地、松本幸大、冨岡健翔、野澤祐樹、藤井直樹[39]。

## 役員
- 代表取締役CEO：鈴木克明
- 取締役COO：佃慎一郎
- 取締役CCO：和田美香
- 社外取締役：滝山正夫、後藤明
- 監査役：吉村祐一

## 特色

### エージェント契約制度の導入
日本の多くの芸能事務所は所属タレントと「マネジメント契約」を結んでいるが、STARTO ENTERTAINMENTは「エージェント契約」も導入している。「マネジメント契約」では、一般的な会社員と同様にタレントは芸能事務所に所属し、事務所が管理業務の大半を担う。タレントの報酬はその分少なくなり、仕事を自由に受けることも難しい。一方で「エージェント契約」では、個人事業主と同様にタレントは芸能事務所から独立しており、タレント個人が自身の管理業務の大半を行う。事務所は企業への営業やギャラ交渉等を行ってタレントに仕事を斡旋する。企業と契約するのはタレント個人であり、報酬は企業からタレントに直接支払われる。
STARTO ENTERTAINMENTはこれら2つの契約形態を併用し、育成や管理が必要なタレントはマネジメント契約、すでに個人で稼ぐ力が十分にあるタレントはエージェント契約、という選択を可能にしている。なお、契約形態の公表は本人の自由となっている。
2025年8月現在、以下のグループおよび個人がエージェント契約を締結したことを表明している。
グループ
- TOKIO - 2025年6月25日解散
- 嵐
- King & Prince
- DOMOTO

個人
- 櫻井翔（嵐）
- 菊池風磨（timelesz）
- 河合郁人
- 山田涼介（Hey! Say! JUMP）
- 堂本光一（DOMOTO）
- 中丸雄一 - エージェントとマネジメントのミックス

## 公演
ここではSTARTO ENTERTAINMENTが主催する公演について記述する。

### WE ARE! Let's get the party STARTO!!
演出は松本潤、大倉忠義が手掛ける。13組72人（京セラドーム大阪公演はNEWSを入れて14組・75人）が参加し、3公演で14万5000人を動員。5月30日の大阪公演はFAMILY CLUB onlineで生配信も行われた。
また、このイベントに出演するタレント（14組75人）によるプロジェクト「STARTO for you」が発足。その一環としてチャリティーシングルCD『WE ARE』が制作され、デジタルシングルは4月10日21時に先行配信された。CDは当初6月12日にリリース予定であったが、制作過程の不備によって7月24日にリリースが延期された。作品の収益は2024年1月1日に発生した能登半島地震の被災者に全額寄付される。
5月30日の京セラドーム大阪での公演は全44曲がノーカットで再編集され、メイキング映像（90分収録）と同時に8月23日からNetflixで世界独占配信される。
日程
- 2024年4月10日（水）東京ドーム
- 2024年5月29日（水）・30日（木）京セラドーム大阪

出演
- NEWS（大阪公演のみ）
- SUPER EIGHT
- KAT-TUN
- Hey! Say! JUMP
- Kis-My-Ft2
- timelesz（佐藤勝利は映像出演）
- A.B.C-Z
- WEST.
- King & Prince（永瀬廉は右耳負傷のため大阪公演は両日休演）
- SixTONES
- Snow Man
- なにわ男子
- Travis Japan
- Aぇ! group

## 企画ユニット

### KAMIGATA BOYZ
読み：カミガタボーイズ。大阪・関西万博に向けてジュニアを中心にライブを継続開催してきた「DREAM IsLAND」プロジェクトの一環として、2020年に開催された『DREAM IsLAND 2020→2025 〜大好きなこの街から〜』から4年が経った2024年に、大倉忠義が旗振り役となり新たに結成された。メンバーはSUPER EIGHT、WEST.、なにわ男子の計3組・計19人。

### 島茂子 & 光
2018年にDVDシングル『戯言』でデビューした、城島茂にそっくりな新人女性歌手・島茂子が、テレビドラマ『家政夫のミタゾノ』（テレビ朝日系）の村田光（伊野尾慧）とデュエットし、2025年3月4日にデジタルシングル『clock』をStorm Labelsより発売。楽曲は『家政夫のミタゾノ』第7シーズンの主題歌に起用された。2025年3月17日付「オリコン週間デジタルシングル（単曲）ランキング」で第10位にランクインした。
デジタルシングル
- clock（作詞：島茂子 / 作曲：国太子）

## 公式ショップ
株式会社Merch Companyが運営するSTARTO ENTERTAINMENT公式ショップ。1988年、原宿にジャニーズ事務所公式ショップとしてオープンした『ジャニーズショップ』が2023年秋に全店舗閉店となり、12月に『×××××. POP UP STORE』として全国4箇所に再オープンし、STARTO ENTERTAINMENTに引き継がれた。2024年7月29日より、『ファミクラストア』に名称変更された。
2024年4月より、WEST.が×××××.POP UP STOREアンバサダーを務めているが、ファミクラストアに変更してからも引き続きアンバサダーを務める。同年9月から始まる海外配送対応のオンラインストア「FAMILY CLUB.STORE グローバル」のサポーターにはTravis Japanが就任した。
2025年4月1日、なにわ男子がファミクラストアアンバサダーに就任した。

### 店舗
- ファミクラストア
2024年7月29日オープン。ファミクラストア福岡店のみ､シャトルバスが運行されており、博多駅筑紫口〜ファミクラストア福岡店と夢回廊橋前〜ファミクラストア福岡店間を結んでいる。車内にはファミクラストアのデザインになっており、アンバサダーによる車内アナウンスも聞くことができる[67][68]。
  - ファミクラストア渋谷
東京都渋谷区神南1丁目16-8 PARKWAY SQUARE 3 1F･2F
  - ファミクラストア名古屋
愛知県名古屋市中区丸の内3-17-6ナカトウ 丸の内ビル1F
  - ファミクラストア大阪
大阪府大阪市北区角田町2-15 シログチビル
  - ファミクラストア福岡
福岡県福岡市中央区地行浜2-2-1 MARK IS 福岡ももち3F

### POP UP STORE
- FAMILY CLUB. STORE GLOBAL[69]
初の海外出店となるポップアップストア。2024年8月9日 - 8月25日出店[70]。
台北市中正区八徳路一段1号 華山1914文化創意産業園区 西四館

### オンラインストア
- ファミクラストア オンライン
2024年7月29日開設。
- FAMILY CLUB. STORE GLOBAL
海外発送対応のオンラインストア。2024年9月2日開設。

### アンバサダー
WEST
2024年4月1日 - 2025年3月31日
なにわ男子
2025年4月1日 -

## 関連企業
株式会社FAMILY CLUB
東京都港区赤坂8-11-20
2024年10月2日設立。
FAMILY CLUB web・FAMILY CLUB online等のデジタルコンテンツの運営。
株式会社ヤング・コミュニケーション
東京都港区赤坂9-6-35
STARTO ENTERTAINMENT契約タレントが出演する舞台やコンサートの多くを主催。
株式会社Merch Company
東京都港区赤坂9-6-35
STARTO ENTERTAINMENT所属タレントのグッズを販売するファミクラストアやPOP UP STOREの企画・運営。オンラインストアについてはソニー・ミュージックソリューションズに運営を委託。